# 魔獸：崛起
《魔獸：崛起》（英語：Warcraft，在全球發行則記作）是一部于2016年上映的中美合拍奇幻史詩片。基于著名游戏系列《魔兽》系列，故事发生在虚拟世界艾泽拉斯。该片作为暴雪娱乐与传奇电影公司的合作项目于2006年首次宣布。邓肯·琼斯担任该片导演，剧本由琼斯和查尔斯·莱维特共同编写。電影由崔维斯·費米爾、班·佛斯特、寶拉·巴頓、多明尼克·庫柏、托比·凱貝爾和羅伯·卡辛斯基主演。主要敘述人類和獸人的首次接觸和衝突。
该片于2014年1月13日开始拍摄，由環球影業於2016年6月10日美國上映，而臺灣和中國大陸則早於2016年6月8日上映。電影獲得了影評人和觀眾褒貶不一的評價，儘管在美國首映週末票房僅2440萬美元，但在如中國大陸市場和俄罗斯市场上反獲得較熱烈的迴響。

## 劇情
故事以電子遊戲：《魔獸爭霸》以及相關的文學創作：《魔獸爭霸：最後的守護者》為藍本改編，敘述人類與獸人部落之間的第一次衝突為主軸，並主要圍繞於安杜因·洛薩爵士和杜洛坦兩位重要角色上。
獸人的世界正在凋零，術士古爾丹統合了獸人部落，使用魔能來強化加入自己的獸人，他帶領手下屠滅了鄰族德萊尼人的城市，以收集靈魂的力量打開通往艾澤拉斯的傳送門，並宣稱這將帶領獸人前往豐饒的新世界。
傳送門的對面，人類王國暴風城將首當其衝，首席指揮官安杜因·洛薩爵士，收到了達拉然法師卡德加的警告，有人在這片土地裡使用惡魔的邪術，便決定前往位於逆風小徑的守護者之塔卡拉贊，徵詢最強大的法師：麥迪文的意見。
另一方面，部落的奧格林和霜狼酋長杜洛坦也感受到古爾丹的野心，還有魔能帶來的災難，並質疑為什麼在使用魔能後，原先的家園會如此快速的衰敗、毀滅。他們一方面挑戰古爾丹的權威，同時也追求著跟人類和談的可能。更意外的是，控制了獸人部落的惡魔之王，其實也早在人類陣營扎下了根...

## 演員
| 演員              | 角色                                  |
| ----------------- | ------------------------------------- |
| 崔维斯·費米爾     | 安杜因·洛薩爵士 Sir Anduin Lothar     |
| 寶拉·巴頓         | 迦羅娜·半血 Garona Halforcen          |
| 班·佛斯特         | 麥迪文 Medivh                         |
| 多明尼克·庫柏     | 萊恩·烏瑞恩 King Llane                |
| 托比·凱貝爾       | 杜洛坦 Durotan                        |
| 班·史奈澤         | 卡德加 Khadgar                        |
| 羅伯·卡辛斯基     | 奧格林·末日鎚 Orgrim Doomhammer       |
| 克藍西·布朗       | 黑手 Blackhand                        |
| 吳彥祖            | 古爾丹 Gul'dan                        |
| 露絲·奈嘉         | 泰莉雅·烏瑞恩夫人 Lady Taria Wrynn    |
| 安娜·高爾文       | 德拉卡 Draka                          |
| 泰瑞·諾塔瑞       | 葛羅瑪許·地獄吼 Grommash Hellscream   |
| 狄倫·施霍姆賓     | 瓦里安·烏瑞恩王子 Prince Varian Wrynn |
| 博爾克利·杜菲爾德 | 凱蘭 Callan                           |
| 狄恩·瑞德曼       | 瓦里斯 Varis                          |
| 卡倫·基斯·雷尼    | 摩洛斯 Moroes                         |

暴雪副總裁和電影故事提供者克里斯·梅森在片中客串了暴風城的街道上包著頭巾的香水商人。

## 製作

### 發展
2006年5月9日，在新聞發布會上暴雪娛樂和傳奇影業宣布他們將開始發展魔獸宇宙的真人電影。傳奇影業取得了電影改編權，並和暴雪共同開發電影。中國電影公司騰訊影業將會投資本片。在2008年的暴雪嘉年華上，暴雪娛樂總裁麥可·莫懷米表示，劇本正在編寫中。編劇克里斯·梅森提到，這部電影將會是十分動感和暴力，指出：「我們肯定不會讓它是G或PG級，因這不是場小鬧劇」。本片最早是設定於《魔獸爭霸：獸人與人類》時代。但後來被取消，因為這和《魔戒》太過相似，且還要像現今的《魔獸世界》的水準，而不是以前的即時戰略遊戲。早在2007年的暴雪嘉年華上，克里斯·梅森表示，這部電影將主要以聯盟的角度來看，以及描述主角索爾的英雄故事。
烏維·鮑爾自願出面嘗試執導，卻被暴雪拒之門外，它曾對他聲稱過，「我們不會出售電影版權，不會給你......尤其是不會給你。因為它是一個成功的大型網絡遊戲，一部爛片也許會破壞現在擁有它的公司的收入」。真人電影定在2009年上映，但後來被延遲至2011年。2009年7月22日，暴雪娛樂宣布，山姆·雷米將擔任該片的導演，但在2012年7月，他宣布退出，主要是要執行《奧茲大帝》的製作工作。在2011年的聖地亞哥國際動漫展上，克里斯·梅森說，這部電影並未胎死腹中，而是在處理一些有利的細節，並稱這還處於「治療階段」。2012年3月中旬，奈瑟拉說，電影「仍是在探測狀態」，沒有進一步的進展。
2013年1月下旬，傳奇影業宣布，導演鄧肯·瓊斯已接下執導權。前導演山姆·雷米於2013年透露，解釋他為什麼離開了本片，他和編劇勞勃·羅達特都已完成了很多前製作業，但暴雪很快地否決了他們的工作，雷米大多歸咎於他們的管理能力不佳。從2013年2月開始，關於導演鄧肯·瓊斯的新聞滿天飛。2013年4月，傳奇影業的監製湯瑪士·塔爾說，製作狀況、腳本大綱和發布日期將會「很快」地公布。在2013年7月的聖地亞哥國際動漫展上，釋出了一則概念預告片，內含人類與獸人間的戰鬥。
於2013年11月的暴雪嘉年華上，四個概念藝術釋出，以及導演瓊斯宣布，電影將集中在人類和獸人與洛薩爵士和杜洛坦作為中心人物。瓊斯說獸人將會塑造成不受人操縱的存在。他還表示，電影會如同《神鬼戰士》相當水準。他建議這部電影將可能會被評為PG-13級，但他指出，這不會妨礙到本片的黑暗和嚴肅感，就像是克里斯多福·諾蘭的《蝙蝠俠》三部曲電影一樣是PG-13，但不被視為一個明亮風格的電影。瓊斯介紹，電影的複雜性堪比《冰與火之歌：權力遊戲》參雜著《阿凡達》。據視覺特效總監比爾·威斯坦霍佛證實，這部電影將是電腦成像得畫面和真人的混合，而獸人則由演員以「任何性格的情感」來詮釋。瓊斯也暗示了在電影中將會有堅強的女性角色，並解釋說，這個故事將不涉及重要的女性人物。
本片的視覺特效由光影魔幻工業負責含有超過1000個視覺特效鏡頭。光影魔幻工業團隊負責獸人演員的掃描照片，並還集結了暴雪的藝術家創作的概念藝術圖像來處理。

### 選角
2013年9月23日，據報導，保羅·達諾、崔维斯·費米爾、安森·蒙特和安東·葉爾欽加入了電影。2013年10月，宣布費米爾將擔任主角。2013年12月4日，正式宣布，電影的主要演員包括費米爾、班·佛斯特、寶拉·巴頓、多明尼克·庫柏、托比·凱貝爾和羅伯·卡辛斯基。2013年12月14日，環球讓吳彥祖和克藍西·布朗加入劇組。2014年3月，又加入了演員博爾克利·杜菲爾德。

### 拍攝
電影正式於2014年1月13日開拍，直到2014年5月23日結束了一百二十三天的拍攝，接下來進入將近二十個月的後製。

### 音樂
2014年10月，傳奇影業聘請了雷明·賈瓦帝作為電影的作曲家。

## 發行
該片原定於2015年12月18日上映，但因避免和《星球大戰： 原力覺醒》競爭而延遲至2016年。《魔獸：崛起》於2016年5月30日開始在國際市場發行。北美上映日定於2016年6月10日。

### 評價
《魔獸：崛起》獲得了專業影評人不佳的評價，觀眾給予良好的評價。爛番茄基於233條評論新鮮度僅28%（平均分為4.4／10），觀眾評價76%（平均分為4.1／5）。Metacritic得分32，觀眾評價8.1分（滿分為10分）。IMDB上评价得分为6.9。
影評人主要認為故事劇情薄弱、角色缺乏深度的塑造。

### 票房
北美方面，於6月10日上映，這會和《出神入化2》與《厲陰宅2》共同競爭；據預估在其首週末能獲得約2500萬美元的票房收入。《綜藝》認為，電影的評價和提前一週上映的《忍者龜：破影而出》都會影響電影在美國的票房。美國首映週末票房約2440萬美元，位於冠軍《厲陰宅2》（4010萬美元）後。
除了北美以外的地區，《魔獸：崛起》將在25個國家上映，其中包括法國、德國和巴西，在首映週末估計能獲得2000萬美元的票房。在國際市場上，電影會和《魔境夢遊：時光怪客》與《X戰警：天啟》共同競爭。在國際二十個國家，首映週末票房約3160萬美元，其中的210萬美元來自七十三個IMAX大銀幕。
中国大陆方面，零点首映场收获5500万人民币，超越《玩命關頭7》的5100万创造新的中国票房记录。而首日票房则达到了2.82亿元，仅次于《玩命關頭7》成为中国大陆首日票房第二高的电影。6月10日21時30分，票房更是达到了8.04亿人民币，打破了在此之前由《美人鱼》所保持的7.7亿的三日票房记录。首周5天获得10.27亿元夺冠，最终累计14.69亿。
| 上一届： 《X戰警：天啟》 | 2016年中国内地一周票房冠军 第24-25週 | 下一届： 《驚天魔盜團2》 |

台灣方面，首週五天票房為新台幣9271萬元；次週票房累計至新台幣1.36億元；第三週票房累計至新台幣1.5億元。

## 活动

### 与游戏《魔兽世界》联动
为庆祝《魔兽》电影隆重上映，在《魔兽》全球首映后的两个月内登录过游戏《魔兽世界》，都将获得一个隶属于登录角色所属阵营的成就和幻化武器：部落阵营的“血卫士斩斧”和“古尔丹之杖”，联盟阵营的“雄狮之牙”和“雄狮之心”，目前该幻化已经绝版。

## 備註
1. ↑  原設定故事背景設定在《魔獸爭霸：獸人與人類》，但後來取消，因為這和《魔戒》太相似[11]。